# Lüderitzbrunnen
Der Lüderitzbrunnen ist eine im Jahre 1830 ausgemauerte und mit einem Brunnenbecken versehene Grotte auf dem  Krahnberg in Gotha in Thüringen.

## Geschichte

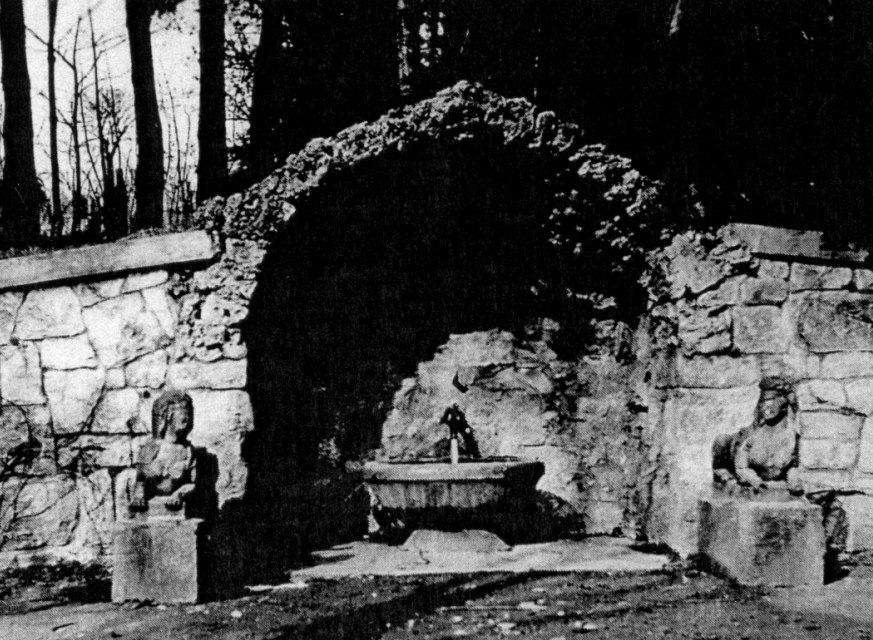
Der Lüderitzbrunnen im Jahre 1932

Am Weg zum Berggarten liegt ein kleiner Teich, heute als Goldfischteich bekannt. Um den Teich kann man auf sandigen Wegen spazieren und auf einer Bank ausruhen. Direkt am Teich führt ein Weg rechts zum höher gelegenen Lüderitzbrunnen, früher Kreuzbrunnen genannt. Seine Quelle entspringt etwa 50 Meter am oberen Planweg. Er führt kalkhaltiges Wasser, dem eine gewisse Heilkraft zugesprochen wurde. Der Name geht auf einen Schlossermeister zurück, der die Quelle aus Dankbarkeit für seine vermeintlich durch den Genuss des Wassers erfolgte Heilung 1830 fassen ließ. Zu beiden Seiten des Brunnens standen ab etwa 1840 Sphingen mit Löwenhinterleib und dem Oberkörper und dem Gesicht einer Jungfrau. Im Jahre 1962 wurden die Sphingen wegen ihres schlechten Zustands abgeräumt. Ihr Schöpfer war der Sohn des Bildhauers Döll.